# George Robert Nipah
George Robert Nipah es un diplomático, ghanés retirado.
- De 1968 a 1973 fue consejero de Alta Comisión en Londres.
- Del 17 de octubre de 1981 al 24 de diciembre de 1983 fue embajador en Moscú.
- En 1985 fue secretario de la Provisional National Defence Council.
- De 1985 a 18 de abril de 1994 fue embajador en Monrovia.[1]
- Del 18 de abril de 1994 a 28 de febrero de 2001 fue embajador en Berlín.[2]